# Trioedusa
Trioedusa là một chi bướm ngày thuộc họ Bướm nâu.